# Ernie Brandts
Ernestus „Ernie” Wilhelmus Johannes Brandts (ur. 3 lutego 1956 w Nieuw-Dijk) – holenderski piłkarz, grający na pozycji prawego lub środkowego obrońcy i trener piłkarski. 

## Kariera
Z reprezentacją Holandii, w której barwach rozegrał 28 meczów, zdobył wicemistrzostwo świata w 1978 roku. Przez dziewięć lat był zawodnikiem PSV Eindhoven. Dwukrotnie triumfował z nim w rozgrywkach o mistrzostwo kraju i raz w Pucharze UEFA. Po zakończeniu piłkarskiej kariery pracował w klubie z Eindhoven jako członek sztabu szkoleniowego. Od 2004 do 2005 był trenerem drugoligowego FC Volendam. W sezonie 2006/2007 trener zespołu Eredivisie NAC Breda. Następnie prowadził irański Rah Ahan, a w 2010 roku został trenerem rwandyjskiego APR FC.

## Sukcesy piłkarskie
- mistrzostwo Holandii 1978 i 1986 oraz Puchar UEFA 1978 z PSV Eindhoven

W reprezentacji Holandii od 1977 do 1985 roku rozegrał 28 meczów i strzelił 5 goli – wicemistrzostwo świata 1978.